# Futa Yasunosuke
Futa Yasunosuke (布田 保之助), 26 novembre 1801 – 3 avril 1873, est un chef de village japonais devenu architecte, responsable de la construction d'un aqueduc, le pont de Tsūjun, qui améliore la fertilité des terres.

## Histoire
Futa accède au poste de chef du village à l'âge de vingt-trois ans. À l'âge de trente ans, il est chargé d'étendre les rizières et reçoit des fonds pour ce faire. Il devient chef de village à part entière à l'âge de trente-deux. Cette même année, il reçoit un prix pour avoir protégé avec succès son village de la famine nationale. Futa entreprend alors la construction du fameux pont de Tsūjun qui s'achève le 29 juillet 1854. Il est reconnu et salué pour ses contributions dans le village, en particulier par le daimyo Hosokawa Shigekata. Il reste chef du village jusqu'à sa mort le 3 avril 1873 à l'âge de soixante et onze ans.

## Pont de Tsūjun

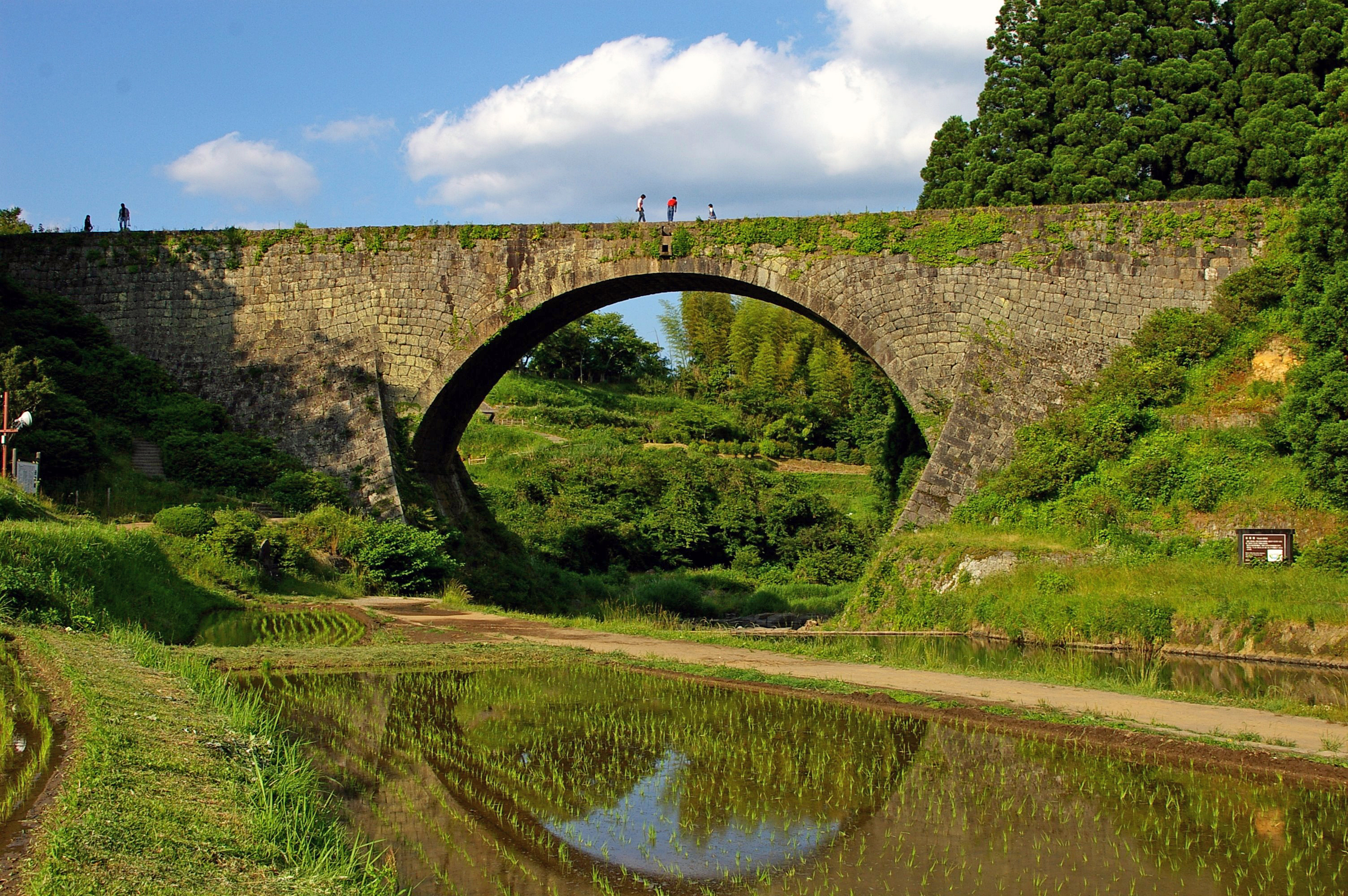
Pont de Tsūjun, 10 juin 2007, l'eau coule de gauche à droite

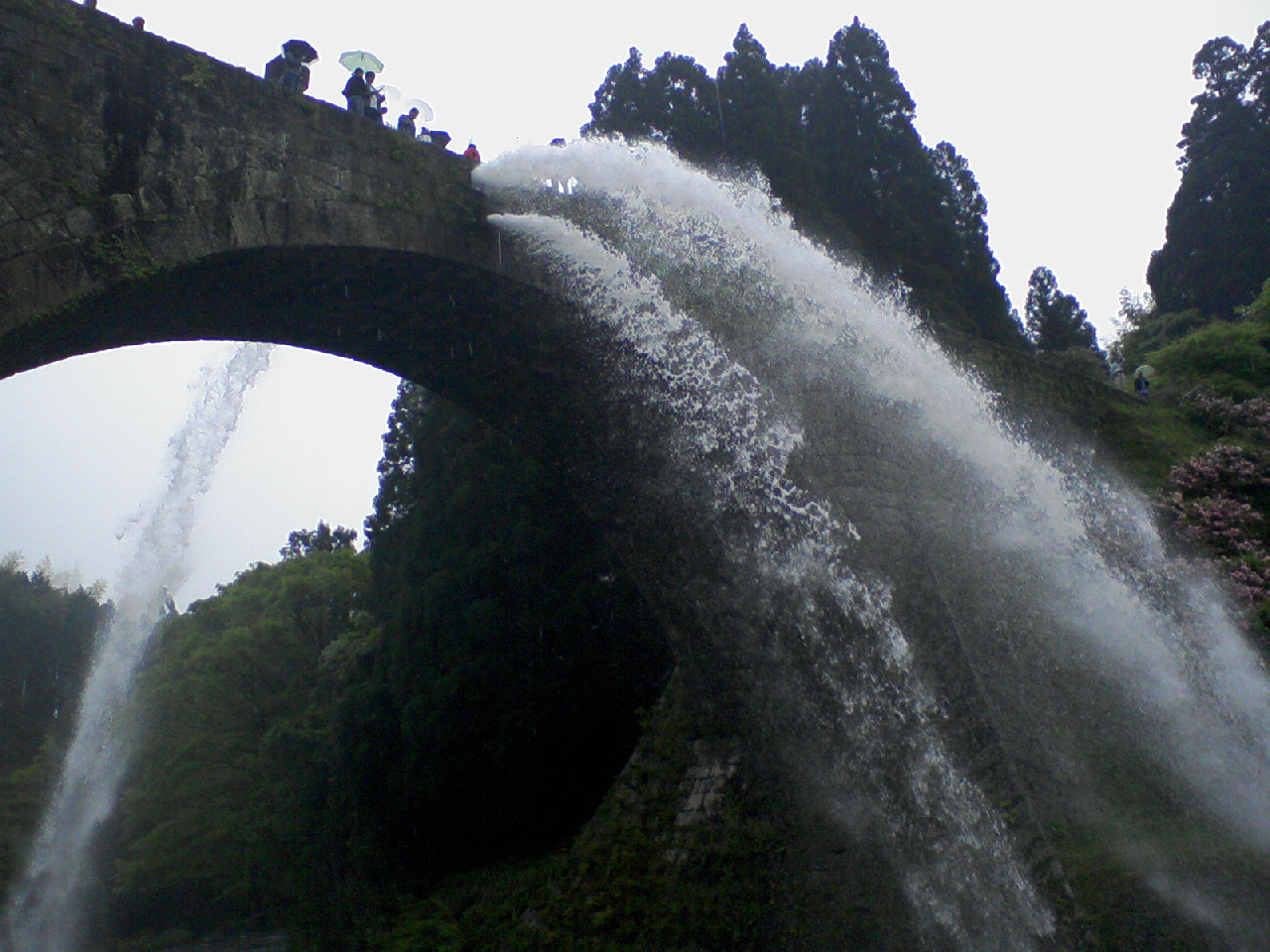
Pont de Tsūjun, 4 mai 2007, lâchage d'eau pour les touristes

Le pont de Tsūjun est un aqueduc situé à Yabe, Kumamoto. Achevé en 1854, c'est un pont en arc de 84 m de long avec un arc d'une portée de 27,3 m. C'est le plus grand aqueduc en pierre au Japon. L'aqueduc se trouve 6 mètres plus bas que la partie supérieure de la voie navigable et de ce fait, un mécanisme de siphon inversé fonctionne lorsque l'eau est autorisée à circuler à travers l'aqueduc. L'aqueduc en pierre est rendu étanche au mortier. Afin de garder l'aqueduc en bon état de marche et pour la sécurité des spectateurs tels que les touristes, l'eau est déversée dans la rivière de temps en temps.

## Facteurs de la réussite de Futa
Avant la construction du pont de Tsūjun, Futa a réalisé un certain nombre de travaux de construction, y compris des ponts et possède déjà une grande réputation.

### Réalisations de Futa Yasunosuke
- Routes, 320 endroits
  - Longueur de nouvelles routes : 28 ri (ri = environ 4 km)
  - Trottoirs en pierre, 21 endroits (1 440 ken) (un ken = 1.8 m)
  - Ponts de pierre, 2
  - Voies navigables, 194 ken
  - Grandes routes, 23 endroits (9 066 Ken)
  - Rues de village, 48 729 Ken
- Ponts en arc, 13 (le deuxième plus long se trouve au-dessus de la rivière Sendai)
- Berges, 7 endroits
  - Ide, 15 181 ken
- Maçonnerie en pierre, 35 endroits

Pendant sept ans, Futa économise de l'argent pour la construction mais doit obtenir l'approbation de ses supérieurs. Parce qu'il est chef de village, il ne peut assister à la conférence du budget de la province de Higo mais ses supérieurs Gennosuke Mano (Oometsuke) et Han-emon Kouzuma (Gundai) y participent. Le daimyo Hosokawa Shigekata permet aux techniciens de la pierre d'étudier la structure du château de Kumamoto, ce qui est exceptionnel. 
Futa utilise son propre argent pour envoyer des équipes de techniciens, tels Kangoro Hashimoto et Sangoro Iwanaga, à Nagasaki et Bungo pour étudier la construction des ponts en arc.

## Coût de la construction
Le coût de la construction est de 1 500 000 000 ¥ selon Seiki Ishii. Cette estimation est basée sur le coût direct de 710 kan, c'est-à-dire à peu près la même chose que les 800 kan que représente le coût direct d'un voyage du daimyo Hosokawa Shigekata avec un peu moins de 1000 suivants à Osaka à l'occasion du sankin kotai (présence alternée).

## Efficacité économique de l'aqueduc
De façon très maligne, Futa déclare qu'il va ouvrir 42 chō (1 chō = 99,17 ares) de rizières ; le nombre réel de champs de riz ouverts est de 73 chō ce qui fait une différence de 31 de plus que ce qu'il a promis et qui signifie qu'il fait un énorme bénéfice.

## Technique
Futa observe une gouttière pourrie qui expulse l'eau et lui donne l'idée du système de siphon inversé, procédé d'envoi de l'eau à un niveau supérieur. Il réalise trois cours d'eau et un pont pour laisser l'eau traverser une rivière vers une terre plus élevée. La pression de l'eau est trop élevée pour le bois de sorte que le matériau de construction est changé au profit de la pierre. Un mortier spécial est développé pour rendre la voie navigable étanche. Le jour de l'achèvement, Futa se tient à l'endroit où il doit être tué si le pont s'effondre.  

## Source de la traduction
- (en) Cet article est partiellement ou en totalité issu de l’article de Wikipédia en anglais intitulé « Yasunosuke Futa » (voir la liste des auteurs).